# Ассон, Морис
Морис Ассон (фр. Maurice Hasson; род. 6 июля 1934, Берк, департамент Па-де-Кале) — французский скрипач.
Родился в семье еврейского происхождения. Окончил Парижскую консерваторию (1950), ученик Лины Таллюэль, Жозефа Бенвенути и Жозефа Кальве. В 1953 году участвовал в Международном конкурсе имени Маргерит Лонг и Жака Тибо, был удостоен шестой премии, однако входивший в состав жюри Генрик Шеринг указал ему на серьёзные недочёты в подготовке и в дальнейшем на протяжении нескольких лет был его наставником. Позднее Шеринг и Хассон осуществили несколько совместных записей — в частности, Концерт для двух скрипок и струнных Иоганна Себастьяна Баха с Академией Святого Мартина в полях (1976).
В 1960—1970 гг. жил и работал в Венесуэле, преподавал в Андском университете, затем в школе музыки в Каракасе, концертировал в разных странах Латинской Америки, сотрудничал с венесуэльскими композиторами. Оформил гражданство Венесуэлы. В 1973 году вернулся в Европу и успешно дебютировал в Лондоне, где и обосновался. В 1975 году заменил заболевшего Руджеро Риччи при исполнении Первого концерта Николо Паганини в рамках Променадных концертов, после чего получил от присутствовавшего Лорина Маазеля предложение выступить с Кливлендским оркестром в США.
В 1986—2015 гг. профессор Королевской академии музыки. 17 апреля 2015 года выступил с прощальным концертом в лондонском Уигмор-холле.
Первая жена — пианистка Моник Дюфиль.